# Estación de Pinoy
Pinoy (en gallego, y oficialmente según Adif, Piñoi) es un apeadero ferroviario situado en el municipio español de Oza-Cesuras en la provincia de La Coruña, en la comunidad autónoma de Galicia. Dispone de servicios de Media Distancia operados por Renfe.

## Situación ferroviaria
La estación se encuentra en el punto kilométrico 502,644 de la línea férrea de ancho ibérico que une León con La Coruña, entre las estaciones de Cesuras y de Curtis. El tramo es de vía única y está sin electrificar.

## La estación
Cuando se inauguró el tramo La Coruña-Lugo de la línea Palencia-La Coruña el 10 de octubre de 1875, no se dispuso de ninguna parada en la zona. El apeadero fue construido posteriormente sin que conste su fecha exacta de apertura. Sus instalaciones se limitan a un pequeño refugio y a un andén lateral al que accede la vía principal.

## Servicios ferroviarios

### Media Distancia
En la estación se detienen los trenes de Media Distancia que unen La Coruña con Monforte de Lemos u Orense, con una frecuencia de dos trenes por sentido.
| Línea MD | Servicio | Origen/Destino | Paradas intermedias | Destino/Origen    |
| -------- | -------- | -------------- | --- | ----------------- |
| 4        | MD       | La Coruña      | Elviña-Universidad · El Burgo-Santiago · Cambre · Cecebre · Betanzos-Infesta · Oza de los Ríos · Cesuras · Pinoy · Curtis · Teijeiro · Guitiriz · Parga · Baamonde · Rábade · Lugo · Pedrelo-Céltigos · Sarria · Monforte de Lemos | Orense            |
| 4        | MD       | La Coruña      | Elviña-Universidad · El Burgo-Santiago · Cambre · Cecebre · Betanzos-Infesta · Oza de los Ríos · Cesuras · Pinoy · Curtis · Teijeiro · Guitiriz · Parga · Baamonde · Rábade · Lugo · Pedrelo-Céltigos · Sarria                     | Monforte de Lemos |